# Albi di Dylan Dog (2022)
Albi del fumetto Dylan Dog pubblicati nel 2022.
| Nr.     | Titolo                      | Mese di pubblicazione | Soggetto                        | Sceneggiatura                   | Disegni            | Copertina               |
| ------- | --------------------------- | --------------------- | ------------------------------- | ------------------------------- | ------------------ | ----------------------- |
| 425     | I predatori                 | gennaio               | Gabriella Contu                 | Gabriella Contu                 | Daniele Caluri     | Gianluca e Raul Cestaro |
| 426     | La morte in palio           | febbraio              | Rita Porretto & Silvia Mericone | Rita Porretto & Silvia Mericone | Paolo Armitano     | Gianluca e Raul Cestaro |
| 427     | La vita e il suo contrario  | marzo                 | Gigi Simeoni                    | Gigi Simeoni                    | Gigi Simeoni       | Gianluca e Raul Cestaro |
| 428     | Dove i sogni vanno a morire | aprile                | Bruno Enna                      | Bruno Enna                      | Luca Genovese      | Gianluca e Raul Cestaro |
| 429     | La bestia della brughiera   | maggio                | Luigi Mignacco                  | Luigi Mignacco                  | Corrado Roi        | Gianluca e Raul Cestaro |
| 430     | Abissi boreali              | giugno                | Carlo Ambrosini                 | Carlo Ambrosini                 | Carlo Ambrosini    | Gianluca e Raul Cestaro |
| 430 bis | La strage silenziosa        | luglio                | Rita Porretto & Silvia Mericone | Rita Porretto & Silvia Mericone | Luca Casalanguida  | Gianluca e Raul Cestaro |
| 431     | Nulla è per sempre          | luglio                | Giancarlo Marzano               | Giancarlo Marzano               | Giovanni Freghieri | Gianluca e Raul Cestaro |
| 432     | Io ti proteggerò            | agosto                | Giulio Antonio Gualtieri        | Giulio Antonio Gualtieri        | Luca Raimondo      | Gianluca e Raul Cestaro |
| 433     | Cavalcando il fulmine       | settembre             | Diego Cajelli                   | Diego Cajelli                   | Corrado Roi        | Gianluca e Raul Cestaro |
| 434     | Gli Infernauti              | ottobre               | Gigi Simeoni                    | Gigi Simeoni                    | Gigi Simeoni       | Gianluca e Raul Cestaro |
| 435     | Due minuti a mezzanotte     | novembre              | Claudio Lanzoni                 | Roberto Recchioni               | Giorgio Pontrelli  | Gianluca e Raul Cestaro |
| 436     | Non con fragore...          | dicembre              | Claudio Lanzoni                 | Barbara Baraldi                 | Sergio Gerasi      | Gianluca e Raul Cestaro |

## I predatori
Un uomo di nome Abdel Ouatta, dal passato burrascoso, fugge insieme a un gruppo di poveri sfortunati dal suo paese d'origine, la Costa d'Avorio, nel tentativo di stabilirsi in un paese europeo e rifarsi una vita. Questi, arrivato in Inghilterra, riesce per gradi a divenire un uomo di successo, ma, perseguitato dalle anime di coloro che non sono sfuggiti ad un destino decisamente tragico, decide di rivolgersi all'indagatore dell'incubo.

## La morte in palio
Una regista di nome Sandra Martin viene rinvenuta in fin di vita nella sua dimora a Chelsea. Sul luogo dell'accadimento vi era anche la sua collega Ruth Palmer, che in precedenza aveva collaborato con la Martin in veste di sceneggiatrice. La faccenda risulta essere particolarmente complicata, dato che non si comprende se si tratti di omicidio o suicidio. Dylan, trascinato nella vicenda dalla stessa Ruth, un tempo sua fidanzata, inizia le sue indagini, mentre altre persone collegate alle due donne iniziano a morire nei modi più strani.

## La vita e il suo contrario
L'indagatore dell'incubo si trova ad investigare su alcuni casi che, partendo da fine Ottocento, arrivano ai giorni nostri, in cui diversi intellettuali sono deceduti presentando un foro nel cranio e uno stato di mummificazione. A fungere da filo conduttore tra queste morti spunta inoltre un ossimoro: "nascita mortale". Nel contempo Groucho inizia a frequentare una serie di lezioni incentrate sulla scrittura creativa, facendo fruttare le proprie abilità linguistiche e conoscendo una ragazza che si rivelerà essere collegata al caso.

## Dove i sogni vanno a morire
Dylan Dog viene portato nella villa di un noto scienziato miliardario dalla sua nuova fiamma, per poi essere rapito dalle guardie del corpo dell'uomo ed essere portato su una piattaforma nel Pacifico. Qui scopre che la struttura è stata costruita attorno ai resti di un’astronave precipitata, in seguito a una missione che ha portato il miliardario nello spazio. L'astronave dell'uomo infatti è rientrata sulla Terra modificata, ossia sotto forma di un poliedro dalle forme geometriche impossibili che emette un segnale diretto verso il numero 7 di Craven Road. Gli scienziati che la studiano credono quindi che il manufatto stia cercando di comunicare con l'indagatore dell'incubo.

## La bestia della brughiera
Dylan Dog si risveglia senza memoria nel letto dell’ambulatorio di uno sperduto paesino di campagna, senza avere la minima idea di come sia finito lì. Il suo ultimo ricordo è di essere stato assalito da una mostruosa creatura con cui si era scontrato la notte precedente. Gli abitanti del villaggio si dimostrano subito scettici nei suoi confronti e, mentre cerca di ricordare chi sia, decide di scoprire da dove viene questo mostro, che si manifesta solamente nei giorni di luna nuova.  

## Abissi boreali
Dylan Dog fa la conoscenza di Floor, una cantante di una metal band con cui stringe subito amicizia. La donna, assieme alle due sorelle e la nipote, è collegata al ritrovamento di una antica necropoli presente in un grotta ritrovata nella steppa finlandese. Da questo luogo vengono sottratte tre piccole bare in cui sono contenute tre mummie che sembrano essere ancora in vita. Lo stesso indagatore dell'incubo viene incredibilmente ritrovato all'interno della grotta, senza sapere come ci è finito.

## La strage silenziosa
Dylan Dog si ritrova come cliente Sam, un fastasma che non ricorda nulla del proprio passato, ma che sente di essere morto in orrende circostanze. Sam è inoltre l'unica testimone dell'uccisione di un bambino, il cui omicidio sembra essere l'opera di un serial killer che ha già rapito e ucciso altri bambini. L'indagatore dell'incubo cerca quindi di ricostruire il passato del fantasma, cercando parallelamente di capire il suo coinvolgimento con le azioni del serial killer.

## Nulla è per sempre
Dylan Dog riesce a sventare l'omicidio di May, la sua nuova ragazza. La donna è stata assalita da una misteriosa femme fatale che sta uccidendo altre persone senza nessun apparente collegamento tra di loro. L'indagatore dell'incubo decide quindi di inserirsi nelle indagini, fino a scoprire un episodio avvenuto nel passato che unisce tutte le vittime. Parallelamente Gertie, una ragazza dall’esistenza insignificante, incontra il grande amore riuscendo a trasformarsi in una donna decisa e vitale, diventando per Dylan una potenziale sospettata.    

## Io ti proteggerò
Mara, la nuova fidanzata di Dylan Dog, è tenuta rinchiusa dentro una casa in cui vive una famiglia, composta da madre e due figli che non escono dall'abitazione da venti anni. La donna, un medico, era andata a visitare Hilary, una dei due figli, costretta su una sedia a rotelle e quindi bisognosa di cure settimanali. L'indagatore dell'incubo cerca quindi di liberare Mara, chiedendo anche l'aiuto della polizia.

## Cavalcando il fulmine
Un indiano Sioux, condannato nel passato alla sedia elettrica, si ritrova nella Londra del presente senza che nessuno sia in grado di vederlo. Nel frattempo una cliente si reca da Dylan Dog sostenendo di avere le lampadine di casa infestate dai fantasmi. Vicino alla sua abitazione sta per aprire una mostra sul crimine, il cui pezzo forte è la sedia elettrica realmente utilizzata per le esecuzioni nel carcere di Sing Sing.

## Gli Infernauti
Durante gli scavi di un cantiere, viene alla luce una strana struttura al cui interno è presente una creatura che sembra essere uscita dalla fantasia di Lovecraft. L'archeologa responsabile della supervisione dei lavori, fa bloccare il cantiere e chiede l'aiuto di Dylan Dog per capire da dove venga questa creatura. Nel frattempo alcuni workwatcher iniziano a morire misteriosamente. L'indagatore dell'incubo, sicuro di un collegamento tra gli avvenimenti, contatta un workwatcher con cui ha già lavorato in passato per risolvere l'enigma.

## Due minuti a mezzanotte
L'albo si apre con un preoccupato John Ghost che dichiara di aver sbagliato i suoi calcoli relativi alla realtà nella quale egli stesso vive. Successivamente a Dylan Dog vengono recapitate delle foto di Londra in cui sembrano essere presenti dei glitch, come se si trattasse di una realtà virtuale. In preda all'insonnia, l'indagatore dell'ìncubo decide di uscire di casa a passeggio, ma allo scoccare della mezzanotte tutte le persone presenti per le strade si addormentano di colpo, tranne un uomo incappucciato. Dylan inizia ad inseguire l'uomo misterioso che sembra sapere parecchie cose sulle stranezze che stanno accadendo.
- Prima parte di una storia suddivisa in tre parti.

## Non con fragore...
Dopo gli avvenimenti dell'albo precedente, Dylan Dog viene contattato da una donna che gli spiega cosa sia la “la paralisi del sonno”, una terrificante esperienza che avviene mentre si dorme. Al soggetto che ne soffre appaiono inquietanti creature fatte d’ombra, che lo terrorizzano mentre è paralizzato nel letto. Dylan si reca quindi in una clinica in cui vengono studiati questi soggetti. Vedendo gli esperimenti a cui sono sottoposti, decide di farli fuggire. Durante la sua fuga incontrerà Rania in mezzo ad un bosco, alle prese con la caccia ad un uomo accusato di aver rapito un bambino, nascosto in un casolare.
- Seconda parte di una storia suddivisa in tre parti.